# Rosenau
Rosenau est une commune française située dans la circonscription administrative du Haut-Rhin et, depuis le 1er janvier 2021, dans le territoire de la Collectivité européenne d'Alsace, en région Grand Est.
Cette commune se trouve dans la région historique et culturelle d'Alsace.
Son nom signifie « pré aux roseaux », « die Au » pouvant se traduire par « pré (ou prairie) humide ». C’est une appellation courante de part et d’autre du Rhin, notamment en plaine.

## Géographie
Rosenau est une commune située à environ 10 km au nord de Bâle (Suisse), à une dizaine de kilomètres de Saint-Louis et à 30 km au sud de Mulhouse dans la plaine d'Alsace. La commune est directement limitrophe de l'Allemagne, car le Rhin qui sert de frontière franco-allemande est une des limites de la commune.

### Hydrographie

#### Réseau hydrographique
La commune est dans le bassin versant du Rhin au sein du bassin Rhin-Meuse. Elle est drainée par le Grand canal d'Alsace, le Rhin, le canal de Neuf-Brisach et le ruisseau de Rosenau,,.
Le Grand canal d'Alsace, d'une longueur de 93 km, prend sa source dans la commune de Schœnau et se jette  dans le Rhin à Erstein, après avoir traversé 31 communes. 
Le Rhin, long de 1 233 km est le plus long fleuve se déversant dans la mer du Nord et de l'une des voies navigables les plus fréquentées du monde. Il traverse la Suisse, l'Autriche, l'Allemagne et les Pays-Bas et marque la frontière entre l'Allemagne et la France. 
Le canal de Neuf-Brisach, d'une longueur de 35 km, est un canal, chenal non navigable qui relie la commune de Biesheim à Kunheim, où il se jette dans le canal du Rhône au Rhin. 

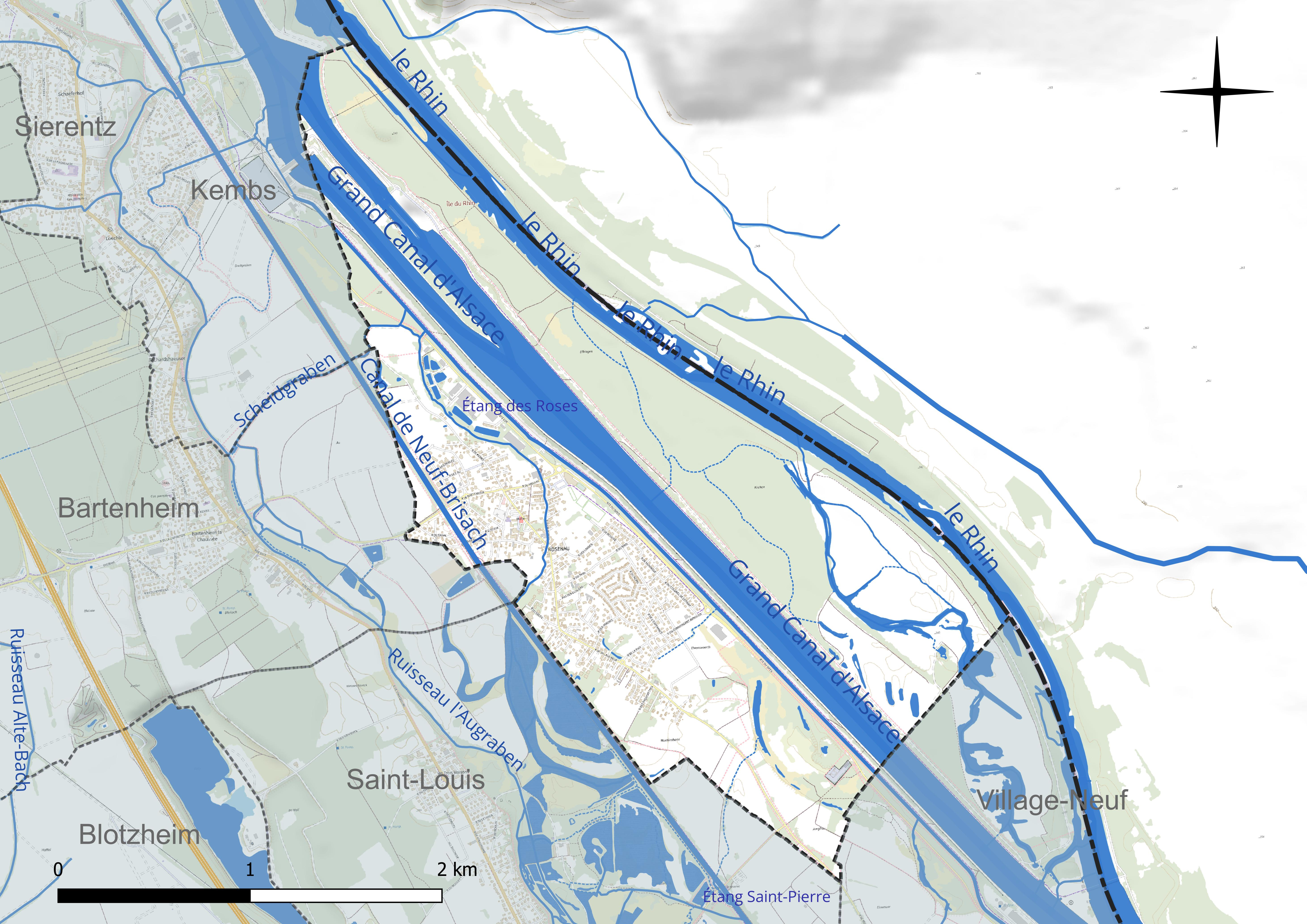
Réseau hydrographique de Rosenau.

Un plan d'eau complète le réseau hydrographique : l'étang des Roses (0,4 ha),.

#### Gestion et qualité des eaux
Le territoire communal est couvert par le schéma d'aménagement et de gestion des eaux (SAGE) « Ill Nappe Rhin ». Ce document de planification concerne la nappe phréatique rhénane, les cours d'eau de la plaine d'Alsace et du piémont oriental du Sundgau, les canaux situés entre l'Ill et le Rhin et les zones humides de la plaine d'Alsace. Le périmètre s’étend sur 3 596 km2. Il a été approuvé le 17 janvier 2005. La structure porteuse de l'élaboration et de la mise en œuvre est la région Grand Est. 
La qualité des cours d’eau peut être consultée sur un site dédié géré par les agences de l’eau et l’Agence française pour la biodiversité. 

### Climat
Pour des articles plus généraux, voir Climat du Grand Est et Climat du Haut-Rhin.
En 2010, le climat de la commune est de type climat océanique altéré, selon une étude du Centre national de la recherche scientifique s'appuyant sur une série de données couvrant la période 1971-2000. En 2020, Météo-France publie une typologie des climats de la France métropolitaine dans laquelle la commune est exposée à un climat semi-continental et est dans la région climatique  Alsace, caractérisée par une pluviométrie faible, particulièrement en automne et en hiver, un été chaud et bien ensoleillé, une humidité de l’air basse au printemps et en été, des vents faibles et des brouillards fréquents en automne (25 à 30 jours). 
Pour la période 1971-2000, la température annuelle moyenne est de 10,3 °C, avec une amplitude thermique annuelle de 17,6 °C. Le cumul annuel moyen de précipitations est de 697 mm, avec 7,8 jours de précipitations en janvier et 9,3 jours en juillet. Pour la période 1991-2020, la température moyenne annuelle observée sur la station météorologique de Météo-France la plus proche, « Bâle-Mulhouse », sur la commune de Saint-Louis à 6 km à vol d'oiseau, est de 11,1 °C et le cumul annuel moyen de précipitations est de 764,3 mm. 
La température maximale relevée sur cette station est de 39,1 °C, atteinte le 13 août 2003 ; la température minimale est de −23,5 °C, atteinte le 6 janvier 1985,,. 
Les paramètres climatiques de la commune ont été estimés pour le milieu du siècle (2041-2070) selon différents scénarios d'émission de gaz à effet de serre à partir des nouvelles projections climatiques de référence DRIAS-2020. Ils sont consultables sur un site dédié publié par Météo-France en novembre 2022.

## Urbanisme

### Typologie
Au 1er janvier 2024, Rosenau est catégorisée ceinture urbaine, selon la nouvelle grille communale de densité à sept niveaux définie par l'Insee en 2022.
Elle appartient à l'unité urbaine de Rosenau, une unité urbaine monocommunale constituant une ville isolée,. Par ailleurs la commune fait partie de l'aire d'attraction de Bâle - Saint-Louis (partie française), dont elle est une commune de la couronne,. Cette aire, qui regroupe 94 communes, est catégorisée dans les aires de 200 000 à moins de 700 000 habitants,.

### Occupation des sols
L'occupation des sols de la commune, telle qu'elle ressort de la base de données européenne d’occupation biophysique des sols Corine Land Cover (CLC), est marquée par l'importance des forêts et milieux semi-naturels (30,2 % en 2018), une proportion identique à celle de 1990 (30,2 %). La répartition détaillée en 2018 est la suivante : 
forêts (25,5 %), eaux continentales (23,9 %), zones urbanisées (19,5 %), prairies (12,6 %), zones agricoles hétérogènes (9,1 %), milieux à végétation arbustive et/ou herbacée (4,7 %), terres arables (4,5 %), zones humides intérieures (0,1 %). L'évolution de l’occupation des sols de la commune et de ses infrastructures peut être observée sur les différentes représentations cartographiques du territoire : la carte de Cassini (XVIIIe siècle), la carte d'état-major (1820-1866) et les cartes ou photos aériennes de l'IGN pour la période actuelle (1950 à aujourd'hui).

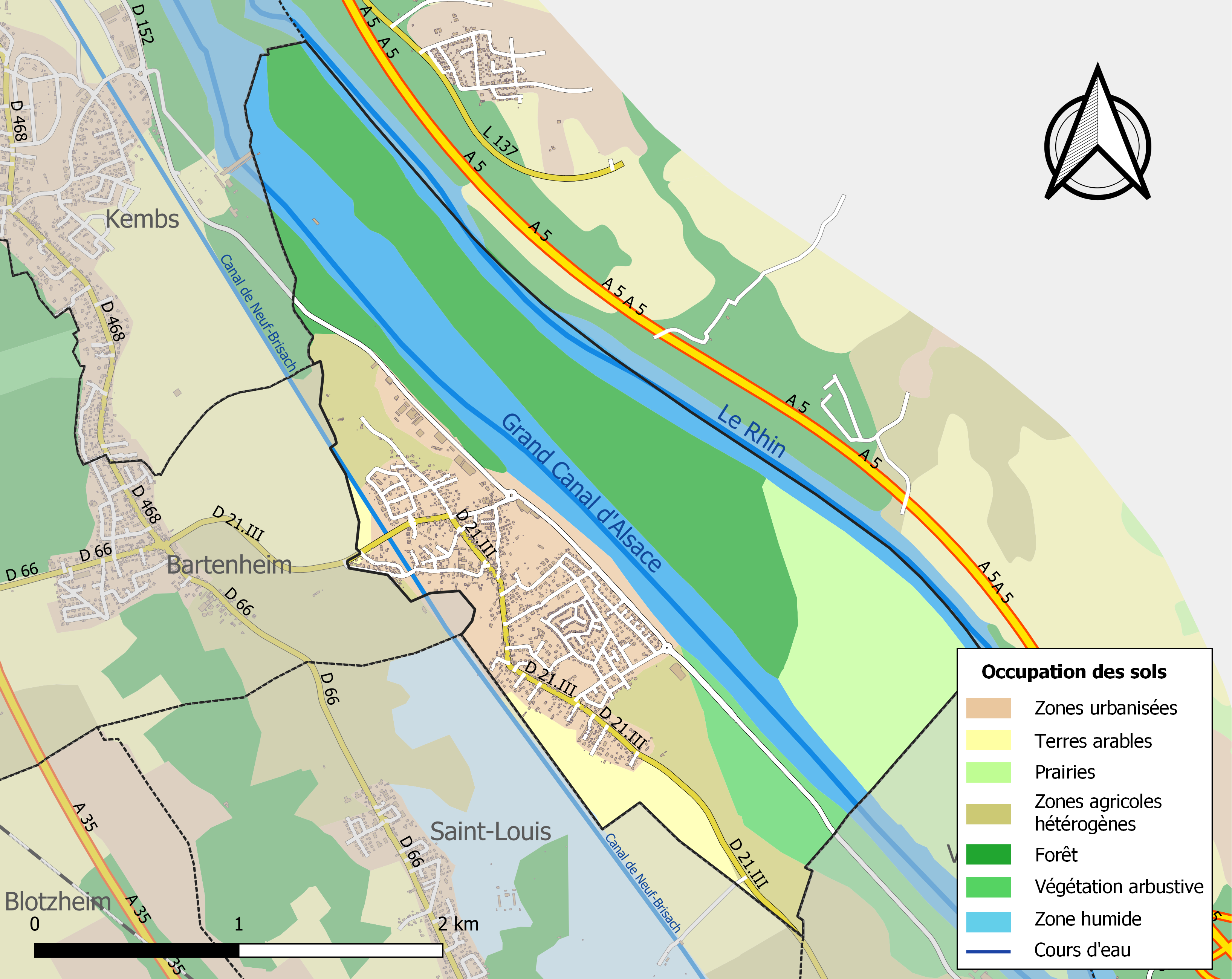
Carte des infrastructures et de l'occupation des sols de la commune en 2018 (CLC).

## Histoire
Les corrections des eaux du Rhin et les terres libérées tout comme certains conflits majeurs ont permis à Rosenau, dépendante d'Istein et de l'Évêché de Bâle, de se muer en commune française indépendante, sans renier sa courte existence.

## Héraldique
| Blason de Rosenau | Les armes de Rosenau se blasonnent ainsi : « d'azur à la fleur de nénuphar d'argent boutonnée d'or, au chef aussi d'argent chargé d'une barque (« Weidlig ») de gueules équipée de deux rames du même. » |

## Politique et administration

### Liste des maires
| Période                                  | Période                   | Identité                                       | Étiquette             | Qualité                                                                        |
| ---------------------------------------- | ------------------------- | ---------------------------------------------- | --------------------- | ------------------------------------------------------------------------------ |
| 1944                                     | mai 1953                  | René Ritter                                    |                       |                                                                                |
| mai 1953                                 | mars 1965                 | Auguste Wild                                   |                       |                                                                                |
| mars 1965                                | mars 1989                 | Alfred Spindler (1923-2018)                    | DVD                   | Fonctionnaire des finances, maire honoraire                                    |
| mars 1989                                | mars 2008                 | Dominique Gissinger                            | RPR puis UMP puis DVD | Professeure de mathématiques                                                   |
| mars 2008                                | En cours (au 26 mai 2020) | Thierry Litzler Réélu pour le mandat 2020-2026 | UMP-LR                | Conseiller juridique 11e vice-président de Saint-Louis Agglomération (2017 → ) |
| Les données manquantes sont à compléter. |                           |                                                |                       |                                                                                |

## Démographie
L'évolution du nombre d'habitants est connue à travers les recensements de la population effectués dans la commune depuis 1793. Pour les communes de moins de 10 000 habitants, une enquête de recensement portant sur toute la population est réalisée tous les cinq ans, les populations de référence des années intermédiaires étant quant à elles estimées par interpolation ou extrapolation. Pour la commune, le premier recensement exhaustif entrant dans le cadre du nouveau dispositif a été réalisé en 2007.

En 2022, la commune comptait 2 388 habitants, en évolution de +1,66 % par rapport à 2016 (Haut-Rhin : +0,66 %, France hors Mayotte : +2,11 %).
| 1793 | 1800 | 1806 | 1821 | 1831 | 1836 | 1841 | 1846 | 1851 |
| ---- | ---- | ---- | ---- | ---- | ---- | ---- | ---- | ---- |
| 12   | 51   | 78   | 130  | 182  | 218  | 224  | 246  | 273  |

| 1856 | 1861 | 1866 | 1871 | 1875 | 1880 | 1885 | 1890 | 1895 |
| ---- | ---- | ---- | ---- | ---- | ---- | ---- | ---- | ---- |
| 310  | 303  | 330  | 338  | 340  | 404  | 369  | 371  | 428  |

| 1900 | 1905 | 1910 | 1921 | 1926 | 1931  | 1936 | 1946 | 1954 |
| ---- | ---- | ---- | ---- | ---- | ----- | ---- | ---- | ---- |
| 453  | 461  | 496  | 474  | 536  | 1 440 | 614  | 598  | 590  |

| 1962 | 1968 | 1975  | 1982  | 1990  | 1999  | 2006  | 2007  | 2012  |
| ---- | ---- | ----- | ----- | ----- | ----- | ----- | ----- | ----- |
| 611  | 665  | 1 031 | 1 591 | 1 501 | 1 840 | 1 970 | 1 988 | 2 223 |

| 2017  | 2022  | - | - | - | - | - | - | - |
| ----- | ----- | - | - | - | - | - | - | - |
| 2 374 | 2 388 | - | - | - | - | - | - | - |

Le pic observé autour de 1930 correspond à l'arrivée massive d’ouvriers pour le chantier du grand canal d'Alsace: les excavations, ainsi que la construction de la première usine hydroélectrique et des écluses de ce canal (situées sur la commune de Kembs) ont eu lieu de 1928 à 1932.

## Lieux et monuments

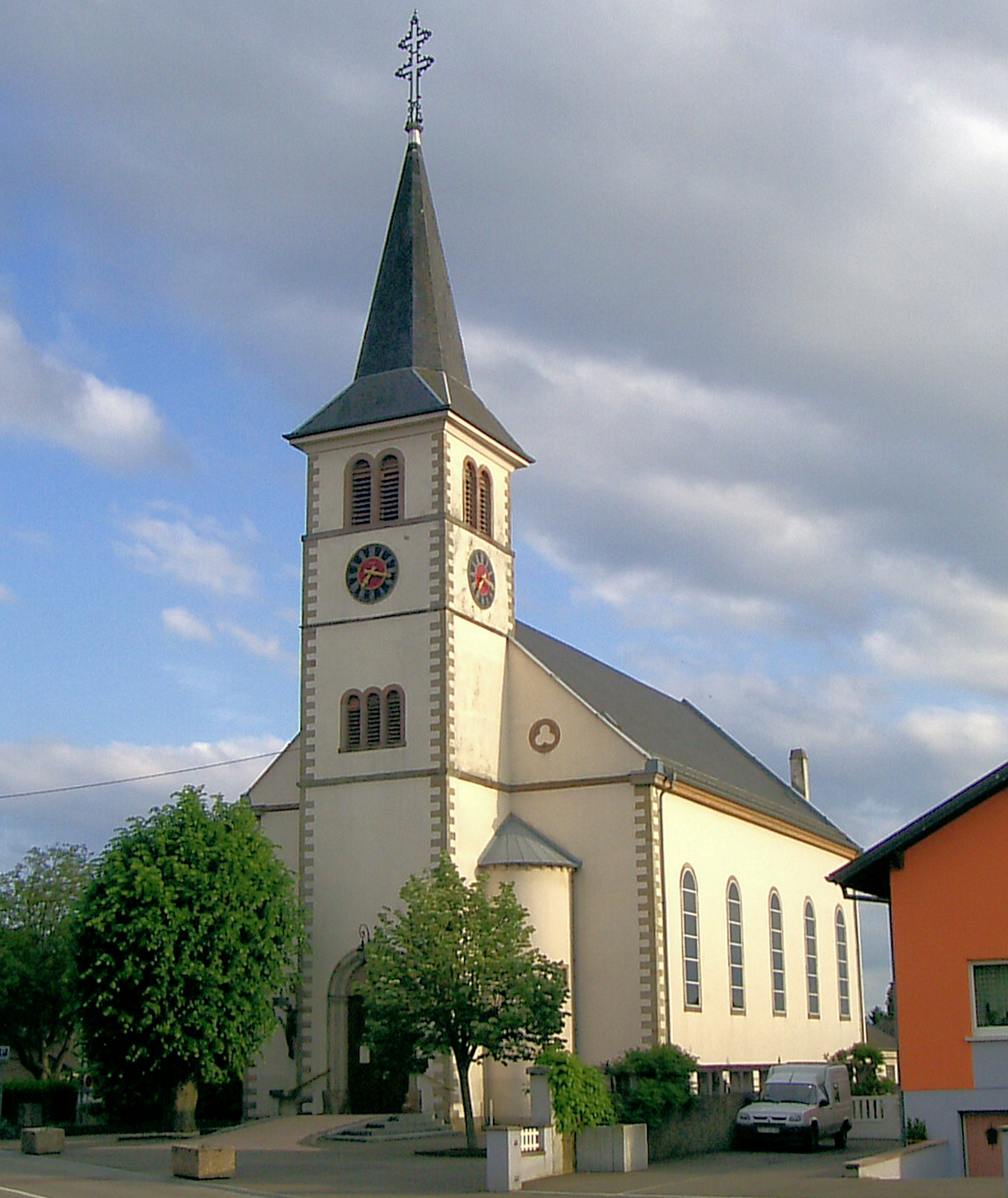
L'église Saint-Fridolin.

- Réserve naturelle de la petite Camargue alsacienne.
- Char datant de la Seconde Guerre mondiale rappelant la libération du village par le lieutenant Jean de Loisy, avec mémorial destiné à rendre hommage aux victimes de cette guerre.
- La « Passerelle des Trois Pays » : située à environ 7 km de Rosenau, elle relie Huningue (en France) à Weil am Rhein (en Allemagne). Cette passerelle a la plus longue portée entre deux piliers, puisqu'elle est longue de 260 m entre deux poteaux. Elle a été inaugurée le 30 juin 2007.
- Une des cinq turbines de la première centrale hydroélectrique du grand canal d'Alsace.
- Mémorial de la place du Général de Gaulle, représenté par une sculpture d'Alain Métayer réalisée en 1972.

## Jumelages
- Istein (Allemagne) ;
- Savigneux (Loire) (France).

Rosenau entretient également depuis 1979 des liens avec les communes landaises de Bougue, Laglorieuse et Mazerolles.

## Transports
Rosenau est desservie par le réseau de bus Distribus qui permet entre autres de rejoindre Saint-Louis, Kembs et Bartenheim.
Une autre ligne de bus permet d'aller jusqu'à Mulhouse.
La commune est située à 8 km de l'EuroAirport et la gare la plus proche est celle de Bartenheim, située à 5 km.